# Аспейтія
Аспейтія (баск. Azpeitia, ісп. Azpeitia) — муніципалітет в Іспанії, у складі автономної спільноти Країна Басків, у провінції Гіпускоа. Населення — 14 375 осіб (2009).
Муніципалітет розташований на відстані близько 330 км на північ від Мадрида, 27 км на південний захід від Сан-Себастьяна.
На території муніципалітету розташовані такі населені пункти: (дані про населення за 2009 рік)
- Аспейтія: 13631 особа
- Лойола: 376 осіб
- Нуарбе: 37 осіб
- Уррестілья: 331 особа

## Демографія
Динаміка населення (INE ):

## Уродженці
- Мікель Аранбуру (*1979) — іспанський футболіст, півзахисник.

- Хуан Антоніо Ларраньяга (*1958) — відомий у минулому іспанський футболіст, захисник.

## Галерея зображень

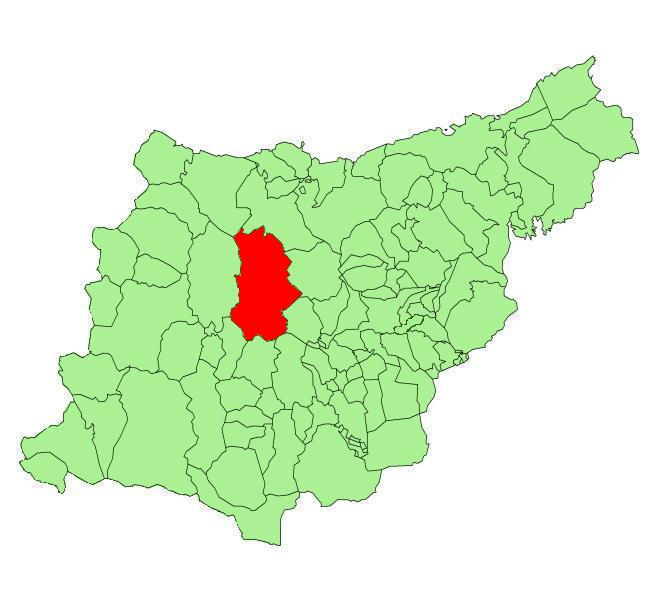
Розташування муніципалітету
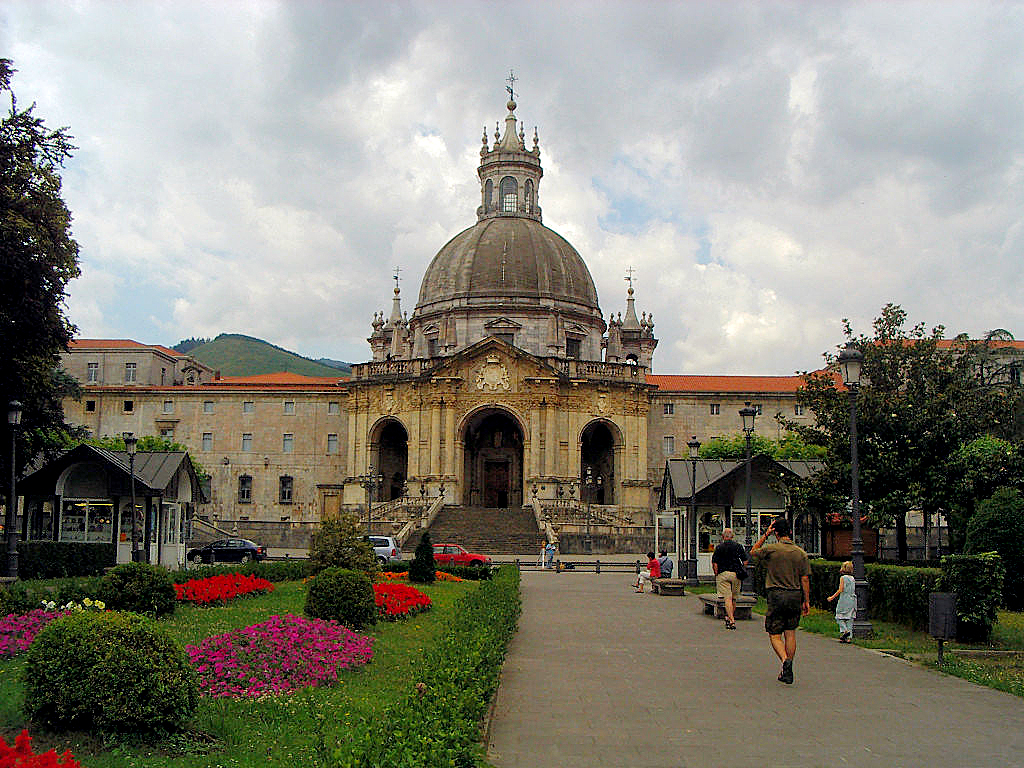
Базиліка Сан-Ігнасіо-де-Лойола